# Kristkirken (Københavns Kommune)
 For alternative betydninger, se Kristkirken. (Se også artikler, som begynder med Kristkirken)
Kristkirken ligger i Vesterbro Sogn i Københavns Kommune, på Enghave Plads, Vesterbro.

## Historie
Kirkens arkitekt var Otto Valdemar Koch (1852-1902), der også har bygget tre andre kirker i København. Koch benægtede at have haft noget forbillede; men Kristkirkens lighed med domkirken i Spoleto nord for Rom er umiskendelig. 
Kristkirken fik tilnavnet "Præsternes Kirke", fordi den blev bygget for bidrag fra danske præster. Præsten Theodor Løgstrup i Fredericia reflekterede over Københavns problemer med at få rejst kirker til byens raskt voksende befolkning, og i 1893 tog han til orde for en indsamling blandt danske præster. I 1898 havde man indsamlet så mange penge, at man kunne gå i gang med at bygge en kirke til 142.000 kroner. Københavns Kommune skænkede en ubebygget grund ved Enghave Plads. Grundstenen blev nedlagt 29. marts 1898, og 6. maj 1900 kunne Kristkirken indvies. Kong Christian 9. var mødt frem, tillige med omkring 100 præster. 
Th. Løgstrup skrev i sin levnedsbeskrivelse: "Paa det kirkelige Omraade har jeg haft den Glæde at faa givet Stødet til Bygningen af Kristkirken ("Præsternes Kirke") i Kjøbenhavn. Efter at have faaet Idéen til denne, fremførte jeg sammen med Biskop Gøtzsche, den Gang Præst her i Fredericia, Tanken derom for en Kreds af ledende danske Kirkemænd og var siden Sekretær for den Komité, som ledede Opførelsen af Kirken." 

## Literatur
- De danske Kirker, redigeret af Erik Horskjær. Bind 1, Storkøbenhavn. G.E.C. Gads Forlag, 1969-1971. ISBN 87-12-17550-1
- Storbyens virkeliggjorte længsler ved Anne-Mette Gravgaard. Kirkerne i København og på Frederiksberg 1860-1940. Foreningen til Gamle Bygningers Bevaring 2001. ISBN 87-87546-18-3